# Балансон, Филибер де Ри
Филибер де Ри (фр. Philibert de Rye; ок. 1540 — 24 января 1597), барон де Балансон, граф де Вара (Varax) — военный и государственный деятель Испанской империи.

## Биография
Сын Жерара де Ри (ум. 1575), маркиза де Трефор, барона де Балансон, сеньора де Вийяфанс, и Клод Луизы де Лонгви, брат Марка и Фердинанда де Ри.
Сеньор де Романж и Вийяфанс. Бальи Доля.
Соединил в своих руках крупнейшую часть владений дома де Ри.
В 1595 году был назначен генералом артиллерии Испанских Нидерландов.
24 января 1597 командуя пятитысячным войском наемников, был разгромлен в битве при Тюрнхауте англо-голландскими силами Морица Оранского и погиб в бою.

## Семья
Жена: Клодин де Турнон (ок. 1540 — ок. 1600), дама де Вассальё, дочь Жюста II де Турнона (ум. 1564), графа де Руссильон, и Клод де Латур де Тюренн
Дети:
- Кристоф де Ри де Ла-Палю (ок. 1570—1637), маркиз де Варамбон. Жена (16.05.1598): Леонор Шабо (ум. 1618), дама де Нёшатель, дочь Леонора Шабо, графа де Шарни и Франсуазы де Ри
- Клод де Ри (ок. 1576—24.03.1648), барон де Балансон. Жена (20.08.1608): Клодин-Проспер де Лабом (р. 1588), дочь Антуана де Лабома, графа де Монревель, и Николь де Монмарен
- Франсуа III де Ри (ум. 17.04.1637), архиепископ Безансона
- Жоашен де Ри, аббат Сен-Клода
- Луиза. Муж (1614): Клод-Антуан де Пуатье (ум. 1629)
- Жанна. Муж: Гийом де Ришардо (ум. 1640)
- Клер. Муж: Гаспар де Монмейёр
- Элен, монхиня в Лабоме
- Александрина (1.08.1589—26.12.1666), графиня де Вара. Муж (31.01.1616): Леонард II фон Таксис (1594—1628), генерал-почмейстер Испанских Нидерландов